# Злочев (гмина)
Злочев (пол. Złoczew) — гмина (волость) в Польше, входит как административная единица в Серадзкий повет, Лодзинское воеводство. Население — 7486 человек (на 2004 год).

## Сельские округа
1. Бесец
2. Боженцке
3. Брошки
4. Буйнув
5. Чарна
6. Домброва-Ментка
7. Эмилианув
8. Гронувек
9. Груец-Малы
10. Груец-Вельки
11. Камаше
12. Лещын
13. Миклеш
14. Поток
15. Станиславув
16. Столец
17. Шкляна-Хута
18. Уникув
19. Вандалин
20. Заповедник

## Прочие поселения
1. Бурдынувка
2. Лагевники
3. Печиска
4. Робашев
5. Вильколек-Униковски

## Соседние гмины
1. Гмина Броншевице
2. Гмина Бжезнё
3. Гмина Буженин
4. Гмина Клёнова
5. Гмина Конопница
6. Гмина Лютутув
7. Гмина Острувек